# Амазонский венценосный мухоед
Амазо́нский венцено́сный мухое́д, или амазо́нский короле́вский мухое́д (лат. Onychorhynchus coronatus), — вид воробьиных птиц из семейства титировых (Tityridae).
Вид впервые был описан Филиппом Людвигом Стацием Мюллером в 1776 г. За ярко-красный хохолок птица получила научное название coronatus, что в переводе означает корончатый. За исключением хохолка, в остальном птица похожа на мухоловку: окраска серо-оливковая, клюв тонкий, крылья заострённые, лапы короткие, хвост средней длины. В рацион входят различные насекомые, преимущественно летающие. Обитает мухоед в Центральной и Южной Америке

## Описание

### Внешний вид

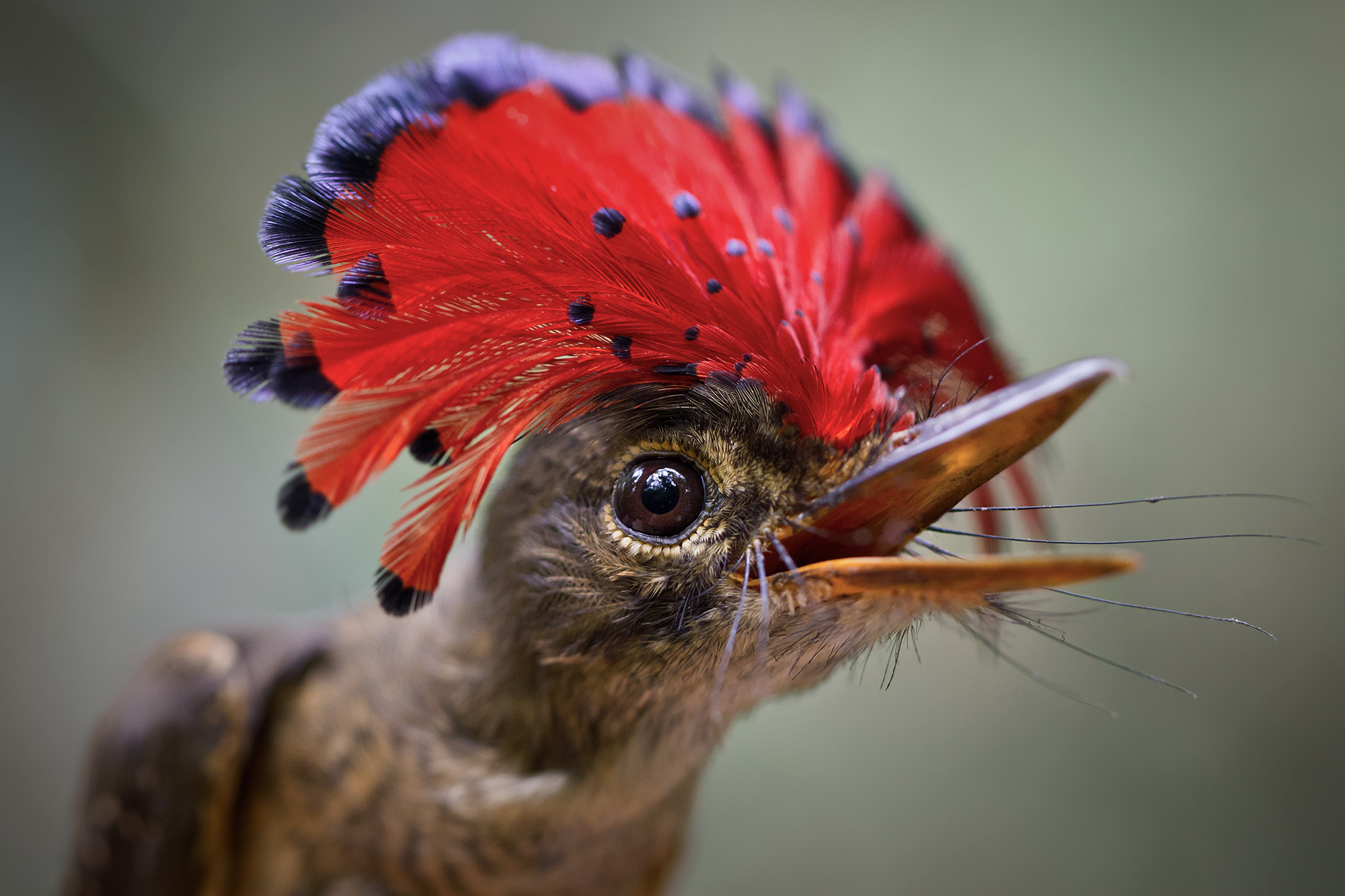
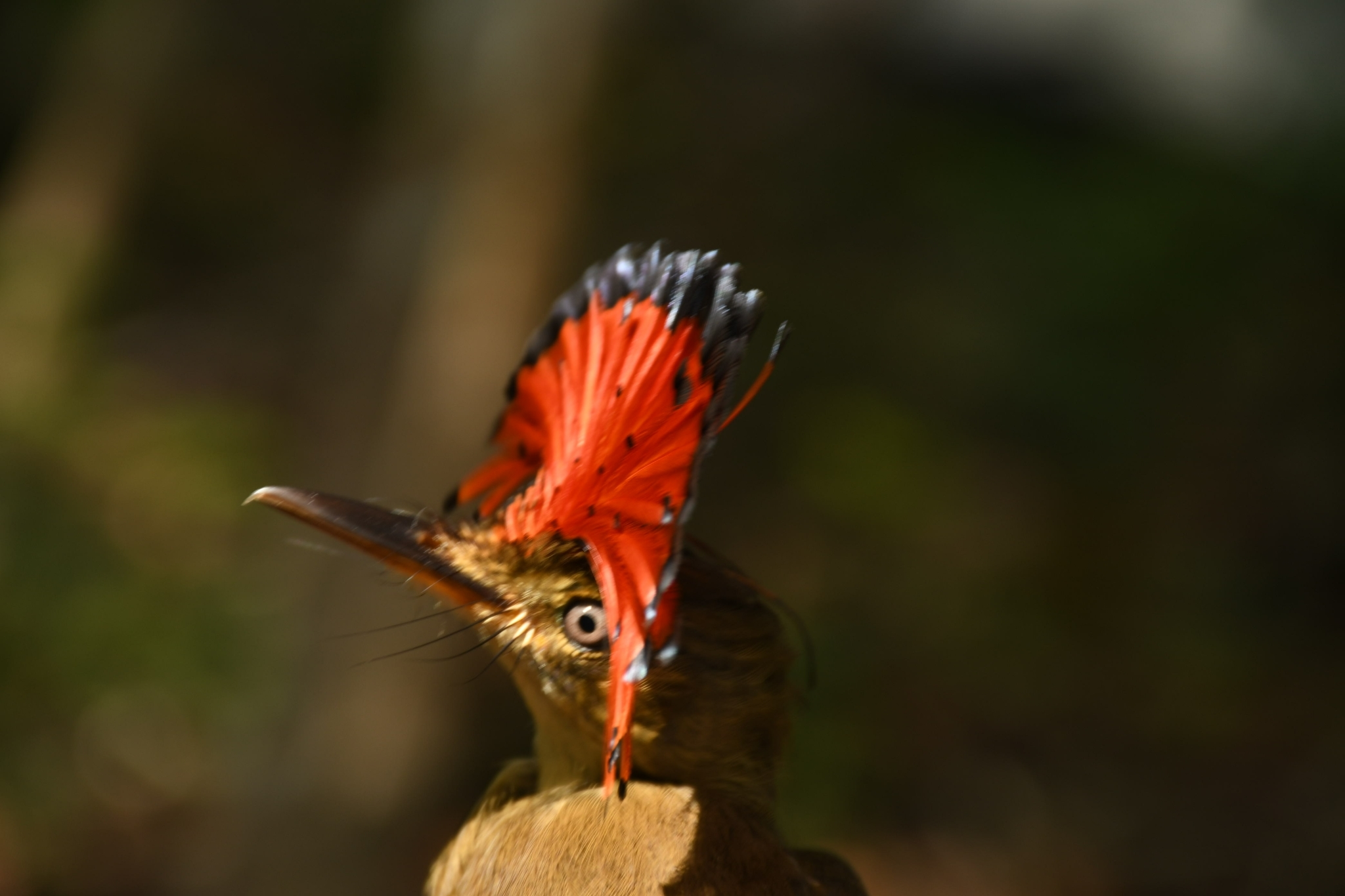
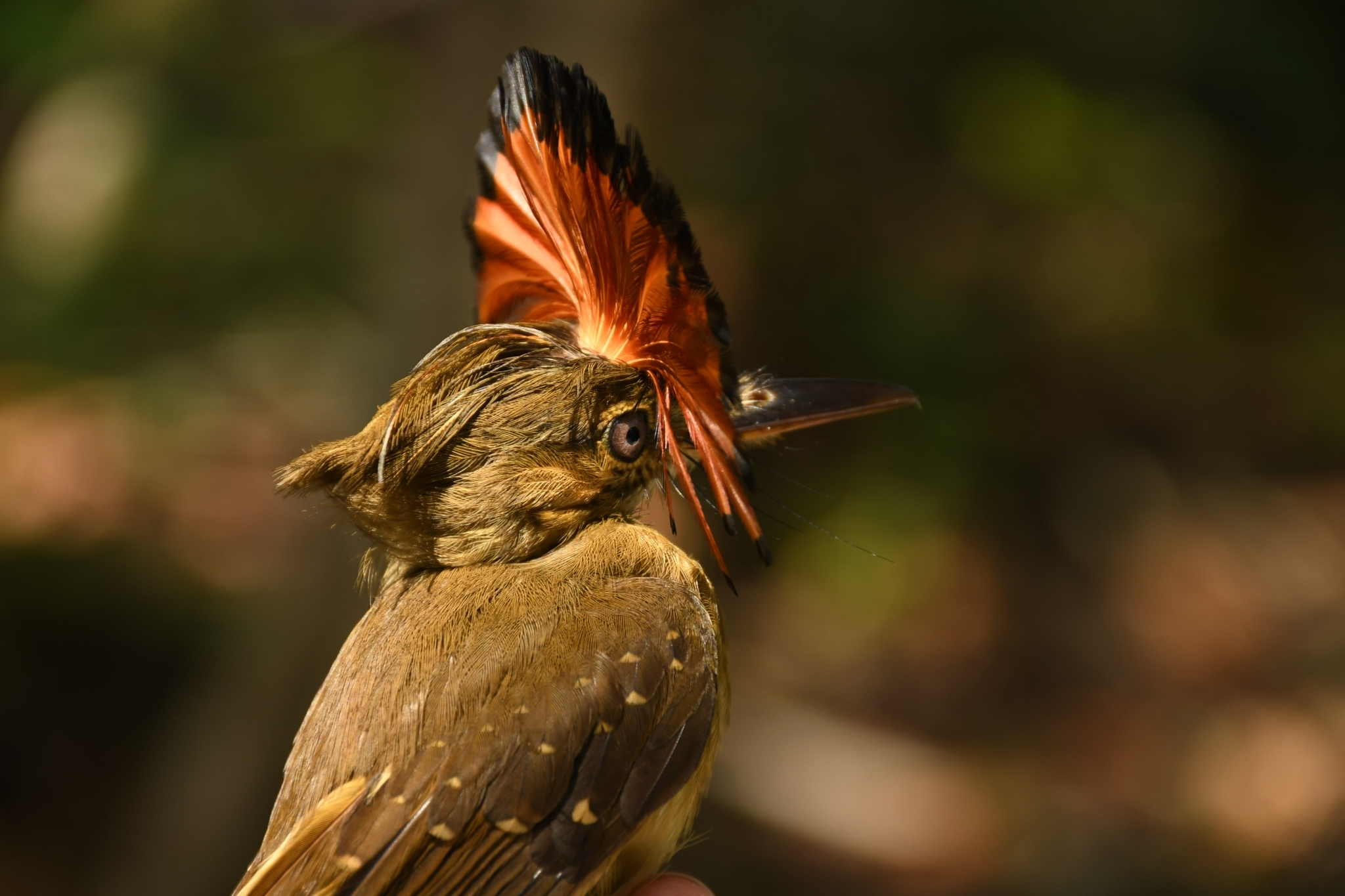

Небольшая птица с длиной туловища 15—17,5 см и массой тела — 13—21 г. Клюв тонкий. Хвост соразмерен длине туловища. Ноги короткие. Отличительной особенностью венценосного мухоеда является яркий красный хохолок на голове, по которому эту птицу можно узнать. Окраска головы, туловища, крыльев и хвоста серо-оливковая.

### Голос
Обычно птица молчалива. Крики птицы можно передать как «си-юк» и «кир-лип».

## Распространение
Венценосный мухоед распространён в Центральной и Южной Америке. Подвид O. c. castelnaui обитает в Андах на территории от Колумбии до Венесуэлы и Перу, подвид O. c. coronatus — на территории Венесуэлы, Гвианы и Бразилии. Венценосный мухоед селится в лесах. Ведёт оседлый образ жизни.

## Питание
В рацион входят различные насекомые, включая стрекоз, жуков, перепончатокрылых, чешуекрылых.

## Размножение
Сезон размножения в разных странах приходится на разные месяцы.

## Этимология
Первое научное описание вида было сделано немецким зоологом Филиппом Людвигом Стацием Мюллером в 1776 году. Он дал виду название coronatus, что в переводе с латыни означает корончатый, гребенчатый, образовано от слова corona — «корона». Такое название птица получила за красивый хохолок на голове. Эту отличительную черту птицы подчёркивает и русское название.

## Подвиды
Международный союз орнитологов выделяет пять подвидов:
- Onychorhynchus coronatus castelnaui Deville, 1849
- Onychorhynchus coronatus coronatus (Statius Müller, 1776)
- Onychorhynchus coronatus mexicanus (Sclater, 1857)
- Onychorhynchus coronatus fraterculus Bangs, 1902
- Onychorhynchus coronatus occidentalis (Sclater, 1860)

Подвид O. c. swainsoni (Pelzeln, 1857) повышен в ранге до вида.